# Franziska Preussová
Franziska Preussová, také Preußová, nepřechýleně Franziska Preuß (* 11. března 1994 Wasserburg am Inn) je německá biatlonistka, dvojnásobná mistryně světa, bronzová medailistka ze závodu ženských štafet z pekingských olympijských her a vítězka celkového hodnocení Světového poháru v roce 2024/2025.
Ve světovém poháru dokázala ve své dosavadní kariéře zvítězit v pěti individuálních a jedenácti kolektivních závodech. Prvního individuálního vítězství dosáhla v závodu s hromadným startem v Ruhpoldingu v lednu 2019.
Je držitelkou malého glóbu za vítězství v hodnocení závodu s hromadným startem ze sezóny 2014/2015.
Jejím partnerem je bývalý německý biatlonista Simon Schempp.

## Výsledky

### Olympijské hry a mistrovství světa
Franziska Preussová je šestinásobnou účastnicí mistrovství světa v biatlonu a rovněž dvojnásobnou účastnicí zimních olympijských her, kde debutovala Hrami v ruské Soči a následně jihokorejském Pchjongčchangu. Jejím nejlepším výsledkem v závodech jednotlivců je zisk stříbrné medaile ze závodu s hromadným startem z finského Kontiolahti v roce 2015. S ženskou štafetou ve složení Franziska Hildebrandová, Vanessa Hinzová a Laura Dahlmeierová získala na tomtéž mistrovství titul mistryně světa. Celkem získala již sedm medailí, z toho šest kolektivních jako členka německých štafet.
| Sezóna  | D   | Místo                | SP           | SZ           | HZ           | IZ           | ŠT           | SŠT          | SZD          | Věk    |
| ------- | --- | -------------------- | ------------ | ------------ | ------------ | ------------ | ------------ | ------------ | ------------ | ------ |
| 2013/14 | ZOH | Soči                 | 40.          | 39.          | –            | DNF          | 10.          | –            | ×            | 19 let |
| 2014/15 | MS  | Kontiolahti          | 14.          | 13.          | 2.           | –            | 1.           | 6.           | ×            | 20 let |
| 2015/16 | MS  | Oslo                 | 14.          | 6.           | 8.           | –            | 3.           | 2.           | ×            | 21 let |
| 2016/17 | MS  | Hochfilzen           | nestartovala | nestartovala | nestartovala | nestartovala | nestartovala | nestartovala | ×            | 22 let |
| 2017/18 | ZOH | Pchjongčchang        | –            | –            | 12.          | 4.           | 8.           | –            | ×            | 23 let |
| 2018/19 | MS  | Östersund            | 16.          | 27.          | 19.          | 38.          | –            | –            | –            | 24 let |
| 2019/20 | MS  | Anterselva           | 8.           | 7.           | 8.           | 5.           | 2.           | 4.           | 2.           | 25 let |
| 2020/21 | MS  | Pokljuka             | 8.           | 5.           | 6.           | 7.           | 2.           | 7.           | 7.           | 26 let |
| 2021/22 | ZOH | Peking               | 30.          | 15.          | 8.           | 25.          | 3.           | –            | ×            | 27 let |
| 2022/23 | MS  | Oberhof              | nestartovala | nestartovala | nestartovala | nestartovala | nestartovala | nestartovala | nestartovala | 28 let |
| 2023/24 | MS  | Nové Město na Moravě | 6.           | 6.           | 11.          | 15.          | –            | 5.           | –            | 29 let |
| 2024/25 | MS  | Lenzerheide          | 2.           | 1.           | 7.           | 10.          | 5.           | 3.           | 3.           | 30 let |

Poznámka: Výsledky z olympijských her se do hodnocení světového poháru nezapočítávají; výsledky z mistrovství světa se dříve započítávaly, od mistrovství světa v roce 2023 se nezapočítávají.

### Světový pohár

#### Sezóna 2023/2024
| ČSP              | Místo             | SP                   | SZ           | HZ           | IZ           | ŠT           | SŠT          | SZD          |
| ---------------- | ----------------- | -------------------- | ------------ | ------------ | ------------ | ------------ | ------------ | ------------ |
| 1.               | Östersund         | 4.                   | 2.           | ×            | 2.           | 3.           | –            | –            |
| 2.               | Hochfilzen        | DNS                  | –            | ×            | ×            | –            | ×            | ×            |
| 3.               | Lenzerheide       | 7.                   | 4.           | 7.           | ×            | ×            | ×            | ×            |
| 4.               | Oberhof           | 2.                   | 7.           | ×            | ×            | 5.           | ×            | ×            |
| 5.               | Ruhpolding        | 9.                   | 6.           | ×            | ×            | 3.           | ×            | ×            |
| 6.               | Anterselva        | ×                    | ×            | –            | 8.           | ×            | –            | –            |
| 8.               | Oslo-Holmenkollen | nestartovala         | nestartovala | nestartovala | nestartovala | nestartovala | nestartovala | nestartovala |
| 9.               | Soldier Hollow    | nestartovala         | nestartovala | nestartovala | nestartovala | nestartovala | nestartovala | nestartovala |
| 10.              | Canmore           | nestartovala         | nestartovala | nestartovala | nestartovala | nestartovala | nestartovala | nestartovala |
| Celkové umístění | Celkové umístění  | 10.                  | 11.          | 28.          | 6.           | 4.           | 4.           | 4.           |
| Celkové umístění | Celkové umístění  | 11. místo (539 bodů) |              |              |              | 4.           | 4.           | 4.           |

#### Sezóna 2024/2025
| ČSP              | Místo                | SP                   | SZ  | HZ | IZ | ŠT | SŠT | SZD |
| ---------------- | -------------------- | -------------------- | --- | -- | -- | -- | --- | --- |
| 1.               | Kontiolahti          | 4.                   | ×   | 3. | 5. | –  | 4.  | –   |
| 2.               | Hochfilzen           | 1.                   | 3.  | ×  | ×  | 1. | ×   | ×   |
| 3.               | Annecy               | 2.                   | 1.  | 2. | ×  | ×  | ×   | ×   |
| 4.               | Oberhof              | 28.                  | 20. | ×  | ×  | ×  | 5.  | –   |
| 5.               | Ruhpolding           | ×                    | ×   | 2. | 2. | 1. | ×   | ×   |
| 6.               | Anterselva           | 3.                   | 3.  | ×  | ×  | –  | ×   | ×   |
| 7.               | Nové Město na Moravě | 15.                  | 13. | ×  | ×  | –  | ×   | ×   |
| 8.               | Pokljuka             | ×                    | ×   | 5. | 3. | ×  | –   | –   |
| 9.               | Oslo-Holmenkollen    | 1.                   | 5.  | 1. | ×  | ×  | ×   | ×   |
| Celkové umístění | Celkové umístění     | 1.                   | 3.  | 1. | 2. | 4. | 4.  | 4.  |
| Celkové umístění | Celkové umístění     | 1. místo (1278 bodů) |     |    |    | 4. | 4.  | 4.  |

### Juniorská mistrovství
Zúčastnila se dvou juniorských šampionátů v biatlonu. Celkově na těchto šampionátech získala jednu zlatou medaili (se štafetou na MSJ 2013 v Obertilliachu) a dvě bronzové medaile ze sprintu a vytrvalostního závodu na témže šampionátu.
| Sezóna  | D   | Místo        | SP  | SZ  | IZ  | ŠT | Věk    |
| ------- | --- | ------------ | --- | --- | --- | -- | ------ |
| 2011/12 | MSJ | Kontiolahti  | 36. | 29. | 10. | 6. | 17 let |
| 2012/13 | MSJ | Obertilliach | 5.  | 3.  | 3.  | 1. | 18 let |

## Vítězství v závodech světového poháru

### Individuální
| Č.                           | sezóna    | datum             | místo                       | disciplína                |
| ---------------------------- | --------- | ----------------- | --------------------------- | ------------------------- |
| 1.                           | 2018/2019 | 20. ledna 2019    | Ruhpolding, Německo         | závod s hromadným startem |
| 2.                           | 2024/2025 | 13. prosince 2024 | Hochfilzen, Rakousko        | sprint                    |
| 3.                           | 2024/2025 | 20. prosince 2024 | Annecy, Francie             | stíhací závod             |
| MS                           | 2024/2025 | 16. února 2025    | Lenzerheide, Švýcarsko (MS) | stíhací závod             |
| 4.                           | 2024/2025 | 21. března 2025   | Oslo-Holmenkollen, Norsko   | sprint                    |
| 5.                           | 2024/2025 | 23. března 2025   | Oslo-Holmenkollen, Norsko   | závod s hromadným startem |
| – závod na mistrovství světa |           |                   |                             |                           |

### Kolektivní
| Č.                           | sezóna    | datum             | místo                    | disciplína      |
| ---------------------------- | --------- | ----------------- | ------------------------ | --------------- |
| 1.                           | 2013/2014 | 12. prosince 2013 | Annecy, Francie          | štafeta         |
| 2.                           | 2013/2014 | 8. ledna 2014     | Ruhpolding, Německo      | štafeta         |
| 3.                           | 2014/2015 | 13. prosince 2014 | Hochfilzen, Rakousko     | štafeta         |
| 4.                           | 2014/2015 | 25. ledna 2015    | Anterselva, Itálie       | štafeta         |
| 5.                           | 2014/2015 | 13. března 2015   | Kontiolahti, Finsko (MS) | štafeta         |
| 6.                           | 2015/2016 | 7. února 2016     | Canmore, Kanada          | smíšená štafeta |
| 7.                           | 2016/2017 | 12. ledna 2017    | Ruhpolding, Německo      | štafeta         |
| 8.                           | 2017/2018 | 13. ledna 2018    | Ruhpolding, Německo      | štafeta         |
| 9.                           | 2020/2021 | 16. ledna 2021    | Oberhof, Německo         | štafeta         |
| 10.                          | 2024/2025 | 15. prosince 2024 | Hochfilzen, Rakousko     | štafeta         |
| 11.                          | 2024/2025 | 18. ledna 2025    | Ruhpolding, Německo      | štafeta         |
| – závod na mistrovství světa |           |                   |                          |                 |